# 좌회전 (영화)
《좌회전》(Left Turn)은 영국에서 제작된 숀 엘리스 감독의 2001년 단편 영화이다. 루시 러셀 등이 주연으로 출연하였고 르니 보세거 등이 제작에 참여하였다. 이 영화에는 이혼한 아버지와 딸이 등장하며, 딸이 자기 방어 수업을 듣기 위해 돈이 필요한 순간을 공유한다.

## 출연
- 루시 러셀
- 우나 브랜든-존스
- 하워드 워드